# 貝維尤花園 (伊利諾伊州)
貝維尤公園（英語：Bay View Gardens）是位於美國伊利諾伊州伍德福德縣的一個村落。

## 地理
貝維尤公園的座標為40°48′35″N 89°31′09″W / 40.80972°N 89.51917°W，而該地最高點為海拔高度162米（即531英尺）。

## 人口
根據2020年美國人口普查的數據，貝維尤公園的面積為2.03平方千米，當中陸地面積為1.76平方千米，而水域面積為0.27平方千米。當地共有人口366人，而人口密度為每平方千米180人。